# Llengües semítiques centrals
Les llengües semítiques centrals són un grup classificatori intermedi de les llengües semítiques, de les quals els membres més importants són l'àrab, l'hebreu i l'arameu. De fet constitueixen el grup demogràficament més nombrós i amb major nombre de llengües.
El desacord està generalment en la relació de l'àrab (i dels dialectes nord-aràbics arcaics) amb les llengües semítiques nord-occidentals i els altres idiomes de la part oest de la branca.
La diferència principal entre l'àrab i les llengües semítiques nord-occidentals és la presència de plurals infringits en la primera. La majoria de substantius àrabs formen plurals d'aquesta manera, mentre que gairebé tots els substantius en les llengües semítiques nord-occidentals formen els seus plurals amb un sufix.

## Comparació lèxica
Els numerals en diferents llengües semítiques centrals:
| Xifra | Proto-semític N-oc | Àrab     | Proto-semític central |
| ----- | ------------------ | -------- | --------------------- |
| '1'   | ʔaḥad              | waḥid    | ʔaḥad                 |
| '2'   | ṯināyim            | ʔi-ṯnāni | ṯināyin               |
| '3'   | śalāṯ              | ṯalāṯ    | śalāṯ                 |
| '4'   | ʔarbaʕ             | ʔarbaʕa  | ʔarbaʕ                |
| '5'   | ḫamiša             | ḫamsa    | ḫamša                 |
| '6'   | šiṯṯa              | siṯṯa    | šiṯṯa                 |
| '7'   | šabʕa              | sabʕa    | šabʕa                 |
| '8'   | ṯamānya            | ṯamāniya | ṯamānya               |
| '9'   | tušʕa              | tisʕa    | tušʕa                 |
| '10'  | ʕaśr               | ʔašara   | ʕaśr(a)               |
En la taula anterior s'ha usat la transcripció semitològica /ḥ, ṯ, ś, š, ḫ/ per a les fricatives que usualment s'escriuen mitjançant AFI com a /ħ, θ, ɬ, ʃ, x/.